# Halicampus dunckeri
Halicampus dunckeri es una especie de pez de la familia Syngnathidae en el orden de los Syngnathiformes.

## Morfología
Los machos pueden alcanzar 15 cm de longitud total.

## Reproducción
Es ovovivíparo y el macho transporta los huevos en una bolsa ventral, la cual se encuentra debajo de la cola.

## Hábitat
Es un pez de mar y de clima tropical y asociado a los arrecifes de coral que vive entre 0-14 m de profundidad.

## Distribución geográfica
Se encuentra desde el Mar Rojo hasta las Islas Salomón, el sur del Japón el sur de la Gran Barrera de Coral y Micronesia (República de Palau y Pohnpei ).